# بابه جلندر پنجشیری
بابه جلندر پنجشیری فرد نظامی است. او فرمانده جمعیت اسلامی افغانستان  در جریان جنگ شوروی در افغانستان و جنگ داخلی افغانستان (۱۹۹۶–۱۹۹۲) بود. 
گروه نظامی زیر نظر او طبق گزارش دیده‌بان حقوق بشر در حادثه افشار دخیل بود.